# Chris Sununu
Christopher Thomas Sununu (født d. 5. november 1974) er en amerikansk politiker fra det Republikanske Parti, som har været guvernør for delstaten New Hampshire siden 2017. Sununu er fra en politisk familie. Hans far, John H. Sununu, var også guvernør i staten (1983-1989), og hans bror, John E. Sununu, var medlem af Repræsentanternes Hus (1997-2003) og Senatet (2003-200) på det føderale niveau.

## Baggrund
Chris Sununu blev født i Salem, New Hampshire som søn af politikeren John H. Sununu. Han er en ud af otte søskende.
Sununu har en bachelor i miljøteknik fra Massachusetts Institute of Technology.

## Politiske karriere

### Guvernør
Sununu annoncerede i januar 2015, at han ville være kandidat til guvernørvalget i 2016. Sununu var en blandt flere republikanske kandidater, og vandt nomineringen med mindre en 1.000 stemmer flere end andenpladsen. I valget mødte han den demokratiske kandidat Colin Van Ostern, og vandt en meget tæt valgkamp med 48.8% af stemmerne til 46.6%. De sidste procentdeler gik til den libertarianske kandidat.
Sununu blev genvalgt i 2018 med 52,8% af stemmerne. Dette var på trods af, at andre republikanere ikke havde meget succes i staten på samme valgdag, da Demokraterne tog kontrol over statens to kamre.
Trods rygter om, at Sununu ville forsøge på at blive valgt til Senatet i 2020, annoncerede han, at han ville søge genvalg. Sununu blev her genvalgt i overbevisende stil med 65,2% af stemmerne.
Sununu annoncerede i november 2021, at han ville søge genvalg igen i 2022, og hermed igen afviste en mulighed for at være senatkandidat. Sununu vandt genvalg med 57,3% af stemmerne. Sununu blev hermed kun den anden guvernør i statens historie til at side i fire valgperioder.

## Holdninger
Sununu anses som en moderat republikaner. Han støtter retten til abort, dog med restriktioner, og han har også støttet udvidelse af LGBT-rettigheder i forhold til beskyttelse imod diskrimination, og ved at forbyde omvendelsesterapi for mindreårige.
Sununu er liberal på økonomisk politik, og har i sin tid som guvernør gennemført flere store skattelettelser.